# 4 septembre Train Bleu
4 septembre Train Bleu (Turc: 4 Eylül Mavi Treni) est le principal train de grande ligne, de classe Bleu, circulant sur la ligne Ankara - Malatya.

## Histoire
Le train 4 septembre Train Bleu est mis en service le 15 novembre 1993 entre Ankara et Sivas, il est prolongé et finalement suspendu le 13 août 2007 pour un déficit financier. Remis en service, entre Ankara et Malatya, le 23 juin 2011, il est de nouveau suspendu en 2016 du fait d'un chantier sur la ligne. Bien que le chantier soit achevé en 2018, le train 4 septembre Train Bleu n'est remis en service le 12 juillet 2021,,.

## Exploitation

### Périodes
Le 4 septembre Train Bleu, part d'Ankara du jeudi au samedi et de Malatya du vendredi au dimanche. Le trajet est d'environ 15 heures.

### Matériel
Le train comporte des voitures pullman (voitures de 60 places assises), des voitures restaurants et des voitures de couchettes (voitures de 40 couchettes).

### Parcours
Le parcours passe de l'Anatolie centrale à la région de l'Anatolie orientale. Il dessert les villes d'Ankara, Kayseri, Sivas et Malatya.
| Ankara - Malatya | Ankara - Malatya |
| Gare             | 22018            |
| Gare             | Heure de départ  |
| ---------------- | ---------------- |
| Ankara           | 19h10            |
| Malatya          | 11h03            |
| Temps de voyage  | 15 h 53 minutes  |
| Malatya - Ankara |                  |
| Gare             | 22006            |
| Gare             | Heure de départ  |
| Malatya          | 15h30            |
| Ankara           | 07h23            |
| Temps de voyage  | 15 h 53 minutes  |